# BandaAncha.eu
BandaAncha.eu es un sitio web dedicada al mundo del acceso a Internet, sus conexiones y las nuevas tecnologías en general, programada en Ruby on Rails y MySQL con código propio usando el sistema de hilos (en inglés, topic thread). Hasta el 11 de mayo de 2008 se llamaba BandaAncha.st.
Se publican noticias y artículos a modo de weblog colaborativo filtradas en una cola que controlan los editores que pueden pasarlas a portada tras revisar las mismas, dejarlas en alguna de las etiquetas (ADSL, Cable, Wireless y El Buffer) o descartarlas. Además, posee una comunidad a través de sus foros. 
BandaAncha.eu fue fundada por Josh quien la administra junto a rwx, raxor, MaX y MurdockDJ.

## Historia y funcionamiento
BandaAncha se lanzó en febrero de 2001 cuando empezaba a popularizarse el ADSL, el servicio era bastante precario y los problemas frecuentes. La página está estructurada de la siguiente manera:
- Weblog con noticias relevantes sobre banda ancha, tecnología, software, etc. Existe un sistema de moderación mediante puntuación de los usuarios para evitar el "ruido".
- Foros de diferente temática, fundamentalmente banda ancha con proveedores de acceso aunque también contiene espacio para las redes, uncapping, wireless, GNU/Linux, Windows, etc.
- Wiki[1] con diversa documentación
- Análisis ISP: los usuarios envían sus análisis de los proveedores de acceso a Internet creando un ranking de los mismos con sus opiniones
- Documentos: ayuda para configuraciones de router, scripts, seguridad, Linux...
- Encuestas de diversa índole
- Directorio de empresas relacionadas con la banda ancha
- Descarga de firmwares, scripts, manuales...

El sitio web se encuentra bajo una licencia Creative Commons ShareAlike.

## Problemas legales
Comunitel denunció a BandaAncha.eu (cuando aún era bandaancha.st), en concreto a su webmaster Joshua Llorach, por un delito relativo al mercado y a los consumidores. La denuncia fue en relación con un comentario realizado por un usuario anónimo que se envió en mayo de 2006, donde se daban detalles confidenciales, según Comunitel.[cita requerida]

## Logros
Su popularidad con el tiempo se hace evidente, superando los 114.000 usuarios registrados en la actualidad, pudiéndose mencionar entre algunas referencias:
- Entre las 100 primeras páginas de España en 2012 y 2014 según la AIMC[2]
- Finalista de la II Edición de los Premios 20Blogs en la sección de tecnología 2007.[3]
- Top 3 a la mejor web de informática, junto a Microsoft Ibérica y Softonic en iBest 2002.[4]
- La AIMC la sitúa entre las 50 web españolas más visitadas en 2005, 2006,[5] y 2009[6] así como entre las 85 primeras entre 2007 y 2013
- Se encuentra entre los 15 blogs más visitados según el ranking de Alianzo.[7]
- Ha recibido el premio al 'mejor blog de tecnología' de 2006 y 2007 por los lectores de la revista PC Actual.[8]
- Múltiples reseñas en medios tradicionales: El Mundo,[9] ComputerHoy[10] o  El País[11]
- Ranking en Alexa.[12]
- Google News inserta desde 2004 noticias de BandaAncha.eu.

En mayo de 2008 se estrenó su versión 3, aunque la versión anterior se había adaptado a los nuevos tiempos con sindicación RSS y Atom, versión móvil, así como suscripción a Bloglines.